# Kamienica Bartynowskich w Krakowie
Kamienica Bartynowskich – zabytkowa kamienica znajdująca się w Krakowie, w dzielnicy I przy ulicy św. Krzyża 14, na rogu z ulicą św. Tomasza 28, na Starym Mieście.

## Historia
W średniowieczu i czasach nowożytnych w miejscu obecnej kamienicy znajdowały się trzy mieszczańskie domy. Jeden z nich był w połowie XVII wieku własnością rodziny Mogliców, od których otrzymał miano Kamienicy Moglicowskiej. Budynki zostały scalone w II połowie XVIII wieku. W latach 1808–1811 dokonano przebudowy, która nadała kamienicy obecny kształt. Jej zleceniodowcą był kupiec Jan Kanty Sztumer. Od drugiej ćwierci XIX wieku budynek należał do rodziny Bartynowskich, m.in. do Piotra Bartynowskiego, prezesa Sądu Apelacyjnego Wolnego Miasta Krakowa.
27 kwietnia 1966 kamienica została wpisana do rejestru zabytków. Znajduje się także w gminnej ewidencji zabytków.

## Architektura
Kamienica ma dwie kondygnacje. Jej elewacje utrzymane są w stylu klasycystycznym w odmianie empire. Fasada, licząca dziesięć osi skierowana jest na ulicę św. Tomasza. W jej centralnej części znajduje się dwukondygnacyjny ślepy portyk z głównym wejściem do budynku. Ponad nim umieszczono fronton z bogatą dekoracją rzeźbiarską w tympanonie. Elewacja od strony ulicy św. Krzyża liczy jedenaście osi i ma skromniejszą formę.
We wnętrzach zachowała się obszerna sień, nakryta stropem wspartym na kamiennych kolumnach.